# Заверюха, Юрий Степанович
Юрий Степанович Заверюха (Завирюха) (укр. Юрій Степанович Заверюха ; род. 11 сентября 1976, Винница) — украинский акробат; мастер спорта Украины международного класса, Заслуженный мастер спорта Украины (1998).

## Биография
Родился 11 сентября 1976 года в Виннице Украинской ССР.
Выступал в четвёрке акробатов с Андреем Сафоновым, Сергеем Павловым и Дмитрием Баиным. Тренировался у заслуженного тренера Украины В. И. Бердника.
Абсолютный чемпион Всемирных игр (Лахти, Финляндия, 1997); чемпион (Вроцлав, Польша, 1995; Манчестер, Великобритания, 1997), серебряный (Минск, Беларусь, 1998; Гент, Бельгия, 1999) и бронзовый (Манчестер, 1997; Гент, 1999) призёр чемпионатов мира; чемпион Европы (Вроцлав, Польша, 1995).
В 1998 году окончил Николаевский национальный университет имени В. А. Сухомлинского. Работал тренером Николаевской СДЮШОР (1996—2000).